# Paketverlust
Paketverlust (engl. packet loss) tritt bei der paketbasierten Datenübertragung in Rechner- und Kommunikationsnetzen auf.
Es gibt verschiedene Ursachen für Paketverlust:
- Fehler des Übertragungsmediums (s. u.)
- Paketverlust bei der Verarbeitung/(Zwischen-)Speicherung der Pakete
- Paketverlust aufgrund des Nichteinhaltens von Regeln und Standards.

Paketverlust kann in verschiedenen Schichten des OSI-Modells auftreten.

## Fehler des Übertragungsmediums
Funktioniert das Übertragungsmedium nicht wie vorgesehen, so ist es möglich, dass Datenpakete nicht am vorgegebenen Ziel ankommen. Diesen Zustand bezeichnet man dann als Paketverlust. Ursache hierfür sind oft zu lange Leitungen (zu starke Dämpfung des Signals), beschädigte Leitungen oder Interferenzen zwischen verschiedenen Leitungen. Die physikalischen Merkmale sind dann derart gestört, dass die Signale am anderen Leitungsende falsch interpretiert werden oder gar nicht ankommen. Werden verfälschte Signale empfangen, können daraus oft keine nutzbaren Daten mehr gewonnen werden.
Bis zu einem bestimmten Grad können Fehler des Übertragungsmediums durch Verwendung von Repeatern (bei zu starker Dämpfung), durch Hamming-Codes oder spezielle Übertragungsverfahren ausgeglichen werden. Bei der Übertragung von DSL-Signalen wird dazu z. B. Interleaving eingesetzt.

## Beispiele für Paketverlust
- Bewusstes Wegwerfen („DROP“) von Datenpaketen durch z. B. einen Paketfilter. Das entsprechende Paket wird ohne weitere Bearbeitung gelöscht.
- Absinken des TTL-Wertes eines IP-Datenpaketes auf „0“. In diesem Fall wird dieses Paket gelöscht und der Absender per ICMP-Datenpaket informiert.
- Ziel nicht erreichbar: Wenn ein Netzwerkknoten ein Paket nicht weiterleiten kann, weil ihm die Routeninformationen für das Ziel fehlen, wird das Paket ebenfalls verworfen. Der Absender wird per ICMP-Paket darüber informiert.